# Word of God (communauté)
Word of God est une communauté œcuménique, charismatique, missionnaire née à Ann Arbor, dans le Michigan. La communauté a commencé en 1967 lors d'une évangélisation pour les étudiants à L'Université du Michigan. Initialement, le groupe était composé de catholiques, mais il s'est étendu pour inclure des presbytériens, luthériens, baptistes et autres chrétiens.

## Origines (1967-1976)
Word of God a été fondée en 1967 par quatre jeunes catholiques, Ralph Martin et Stephen Clark (anciennement impliqués dans le bureau du mouvement [[Cursillo]] à Lansing, Michigan) et Jim Cavnar et Gerry Rauch qui ont été impliqués dans le renouveau charismatique à l'Université Notre Dame.:p.80 Ils venaient pour évangéliser à Ann Arbor, Michigan, après leur rencontre avec le mouvement charismatique catholique à l'Université Duquesne cette année:p.10,80. Word of God est proche de communautés charismatiques établies à la même période comme Sword of the Spirit et People of Praise. 
Les hommes ont commencé à avoir des réunions de prière dans leur appartement près de l'Université du Michigan’s avec quatre personnes.[réf. nécessaire] Assez vite, le groupe a grandi, ils se sont déplacés à l'Église Sainte-Marie à Ann Arbor pour accueillir le nombre croissant. En 1973, le nombre de participants est estimé à 1 000 puis 3 000[réf. nécessaire] et l'essaimage commence[réf. nécessaire]. Word of God publie un magazine, New Covenant, qui revendiquait 12000 abonnés dans 87 pays en 1972.
Les membres de la communauté, dans de nombreux cas, vivaient en commun dans les maisons. Il y avait des maisons pour les couples mariés et les maisons pour les célibataires, hommes ou femmes. Les membres de la communauté participent aux offices du dimanche matin à l'église, à une réunion hebdomadaire par district et une rencontre mensuelle à l'échelle de la ville pour une réunion de prière. De nombreuses familles scolarisent à domicile leurs enfants et la communauté a aussi sa propre école. Chaque membre adulte de la communauté, avait un "accompagnateur spirituel". Une femme mariée était accompagnée par son mari. Une femme ou homme célibataire par une personne du même sexe, marié.

## Expansion
Une association internationale de communautés charismatiques a été créée en 1983, appelée Sword of the Spirit (l'Epée de l'Esprit):p.87 A ses débuts, elle comprenait les communautés aux États-unis, le Mexique, le Costa Rica, le Nicaragua, les Philippines, la Grande-Bretagne, l'Autriche et la Belgique.[réf. nécessaire]  En 2009, plus de 60 communautés associées.
En 1979, Word of God a créé quatre entités mono-confessionnelles : 'Catholic Fellowship of the Word of God' (maintenant Christ the King Catholic Church), 'Cross and Resurrection Lutheran', 'Covenant Presbyterian', 'Emmaus Fellowship' (devenu 'the Vineyard Church of Milan' qui plus tard a fondé the Vineyard Church of Ann Arbor.

## Le schisme
En 1990, la communauté s'est divisée au sujet de propositions visant à obtenir un statut qui permettrait une plus grande autonomie locale par rapport à Sword of the Spirit. Cette scission est intervenue après l'enquête menée par l'archevêque Ottenweller sur la communauté Word of God, à l'issue de laquelle Ottenweller a ordonné à la communauté Word of God de se désaffilier de Sword of Spirit.
En 1991, Ralph Martin reconnaît que les pratiques introduites par Sword of the Spirit sont « une entreprise malavisée qui a conduit à une confusion considérable, à des troubles et à une détresse spirituelle tant chez les individus que dans la communauté dans son ensemble », qu'elles sont « particulièrement préjudiciables aux femmes » et « favorisent l'élitisme ».
Word of God adopta les propositions, et une faction dirigée par Stephen Clark s'organisa en tant que "Communauté de l'Alliance de Washtenaw" (aujourd'hui "Parole de Vie"), tout en conservant sa pleine affiliation à Sword of the Spirit. 